# J. D. Charlton Edgar
James Douglas Charlton Edgar (22 mai 1903 – 12 octobre 1976) est un artiste, professeur d'art et galeriste néo-zélandais.
Edgar est né au Canada, à Brantford (en Ontario), le 22 mai 1903. Il a étudié l'art en Écosse, à l'Edinburgh College of Art. Il a émigré avec sa femme en Nouvelle-Zélande pour travailler au King Edward Technical College (en) de Dunedin.
Edgar a dirigé la Dunedin Public Art Gallery (en) de 1965 à sa retraite en 1971. Il a été fait membre de l'ordre de l'Empire britannique en 1976, quelques mois avant sa mort à l'âge de 73 ans.